# Arnold Krumm-Heller
El Coronel Arnoldo Krumm-Heller "Maestro Huiracocha" fue un médico, militar, escritor, ocultista, masón, y fundador de la Fraternidad Rosacruz Antigua (FRA). También fue un agente de la inteligencia naval alemana durante la revolución mexicana y la Primera Guerra Mundial. Como escritor publicó varios libros esotéricos, 25 novelas, libros de historia, biografías, así como innumerables artículos en su revista Rosa Cruz y publicaciones similares. Como militar mexicano de origen alemán también participó en la Revolución mexicana. 
Nació en Salchendorf, Alemania el 15 de abril de 1876. Su familia había emigrado a México en 1923. Estudió medicina en Alemania, Suiza y México llegando a ser Doctor honoris causa por la Universidad de México.
Comisionado por el Ministro de Guerra estudió el servicio sanitario en campaña durante la Primera Guerra Mundial, asistiendo al congreso Médico de Budapest con un trabajo sobre la malaria. Perteneció a numerosas sociedades científicas.
Tomó parte en la Revolución maderista y más tarde en el bando constitucionalista con Venustiano Carranza ingresando a las fuerzas del general Pablo González Garza. Durante la lucha contra Victoriano Huerta y la Convención de Aguascalientes realizó varias misiones secretas en Europa, siendo causa de que Carranza fuera acusado por los Estados Unidos de germanófilo. Fue Coronel Médico Militar del Ejército Mexicano y director general de las Escuelas de Tropa. Como diplomático fue Ministro de México en Suiza y en Alemania hasta el final de la Primera Guerra Mundial.
Pero su mayor atención la dedicó a los estudios de Esoterismo, Espiritismo, Gnosis, Teosofía, Ocultismo, Martinismo e Iluminación espiritual, tal como él mismo lo describe en su autobiografía. Publicó varios libros y artículos que después se detallan. Alcanzó el grado 3-33-99 máximo de la Masonería, fue Comendador Mundial de Fraternidad Rosa-Cruz Antigua y Arzobispo Supremo de la Iglesia Gnóstica.
En 1935 fue enlace entre los Camisas Doradas mexicanos y el Tercer Reich.
Simpatizó con Hitler, aunque entre 1936 y 1937 fue señalado como conspirador judeo-masónico por la publicación nazi Der Judenkenner, de Friedrich Hasselbacher, y parte de su biblioteca fue confiscada. Esto no le impidió mantener su simpatía con el nazismo y vivir tranquilamente en Alemania.
Falleció el 19 de abril de 1949 en Marburg, Alemania.
Cuando terminó la Segunda Guerra Mundial su hijo Parsifal se dedicó a eliminar comentarios antisemitas, racistas y favorables al Tercer Reich de su obra.

## Libros publicados
- Conferencias Esotéricas - (1909) - 1 ed -Casa editora Guerrero Hmnos.
- No Fornicaras - (1912) Mexico - LIBRERIA DE LA VIDA de CH.BOURET (Este texto es el capitulo XII de la novela Rosacruz del Dr Krumm Heller)
- Ley de Karma - Comedia en tres actos y prosa (1912)
- Logos Mantram Magia
- Rosacruz: Novela (1922)
- Del Incienso a la Osmoterapia - 1 ed - Biblioteca del espíritu #4 Santiago de Chile 1936 (existen otras versiones editadas por la editorial Botas de México, por la librería Sintes y entre si difieren en contenido)
- Por la justicia y la libertad
- Mi Sistema
- Humboldt
- Hertha
- El Tatwametro
- Biorritmo - 1930
- La Iglesia Gnóstica
- Plantas Sagradas
- Academia del derecho de las naciones
- Magia Rúnica
- Curso de taumaturgia
- El Secreto de la suerte
- Rosa Esotérica
- Curso de cábala superior
- Curso zodiacal
- Tratado de Quirología Médica"
- La Doctrina secreta de los Gallegos
- La constitución alemana del Reich y la ley electoral de 1919
- Trilogía heroica